# Siły Powietrzne Wybrzeża Kości Słoniowej
Siły Powietrzne Wybrzeża Kości Słoniowej są jednymi z najnowocześniejszych sił powietrznych w tym regionie Afryki utrzymują kontakty wojskowe z Francją (także w dziedzinie lotnictwa wojskowego)
Siłę bojową stanowi 6 samolotów Dassault/Dornier Alpha Jet. Inne wyposażenie to Fokkery typ F-100, F-28, Aerospatiale S.A-330C Puma, Aerospatiale S.A-365C Dauphin 2 oraz dyspozycyjny Beechcraft King Air 200. Siły te dysponują także pewną ilością postradzieckiego uzbrojenia.